# Contea di Murrumbidgee
La contea di Murrumbidgee è una Local Government Area che si trova nel Nuovo Galles del Sud. Essa si estende su una superficie di 3.504,6 chilometri quadrati e ha una popolazione di 2.557 abitanti. La sede del consiglio si trova a Darlington Point.